# غاوكشتة (مقاطعة دورود)
غاوكشتة (بالفارسية: گاوکشته) هي قرية تقع في قسم حشمت‌آباد الريفي (مقاطعة دورود) في إيران. يقدر عدد سكانها بـ 388 نسمة بحسب إحصاء 2016.